# (4452) Ullacharles
(4452) Ullacharles (1988 RN) – planetoida z pasa głównego asteroid okrążająca Słońce w ciągu 4,23 lat w średniej odległości 2,62 j.a. Odkryta 7 września 1988 roku.